# École de Montjoly
L'École de Montjoly est un monument historique de Guyane situé dans la ville de Rémire-Montjoly.
Le monument est inscrit Monument Historique par arrêté du 10 avril 1989.